# Nová Ves u Bakova
Nová Ves u Bakova – wieś i gmina w Czechach, w powiecie Mladá Boleslav, w kraju środkowoczeskim. Według danych z dnia 1 stycznia 2013 liczyła 273 mieszkańców.